# Tratado de Estocolmo
Os Tratados de Estocolmo  (em sueco:  Freden i Stockholm) foram três tratados assinados em 1719 e 1720  na cidade de Estocolmo, no âmbito da Grande Guerra do Norte, entre a Suécia e, sucessivamente, Hanôver, Prússia e Dinamarca.
O Primeiro Tratado de Estocolmo foi assinado em 1719 entre a Suécia e Hanôver, pelo qual a Suécia renunciou às sua possessões alemãs de Bremen e Verden, em troco de 1 milhão de riksdaler.
O Segundo Tratado de Estocolmo foi assinado em 1720 com a Prússia, pelo qual a Suécia renunciou à Pomerânia, tendo recebido 2 milhões de riksdaler.
O Terceiro Tratado de Estocolmo – também conhecido como Tratado de Frederiksborg, por aí ter sido ratificado - foi assinado em 1720 com a Dinamarca, pelo qual a Suécia fazia fortes concessões à Dinamarca, e ainda pagava 600 000 riksdaler.